# What is love? (álbum)
What Is Love? —en español: ¿Qué es amor?— es el álbum debut del músico Never Shout Never, que fue lanzado el 26 de enero de 2010.
El álbum debutó en el puesto #24 en Billboard 200. En su segunda semana cayó al puesto #101.

## Lista de canciones
1. "Love Is Our Weapon" - 2:29
2. "Jane Doe" - 1:56
3. "Can't Stand It" - 2:51
4. "Sacrilegious" - 1:51
5. "I Love You 5" - 2:14
6. "California" - 2:37
7. "What Is Love?" - 2:33
8. "The Past" - 4:07

## Pistas adicionales
CD
- "Happy" (en vivo)
- "Your Biggest Fan" (en vivo)

iTunes
- "Fifteen"
- "Damn Dog"

Purevolume
- "Ladybug"